# Тарасенко Олександр Єгорович
Олександр Єгорович Тара́сенко (нар. 21 липня 1928, Безлюдівка — пом. 27 серпня 1988, Київ) — український радянський театральний журналіст, театрознавець.

## Біографія
Народився 21 липня 1928 року в селі Безлюдівці Харківського району Харківської області. 1951 року закінчив Харківський театральний інститут, в якому навчався зокрема у Данила Антоновича. 
З 1956 року працював у газетах: у 1956—1963 роках —  у «Молоді України»; у 1963—1973 роках — у «Робітничій газеті»; у 1973—1988 роках — у «Культурі і житті». Автор публіцистичних статтей з проблем театрального мистецтва, кількох п'єс.
Помер у Києві 27 серпня 1988 року. Похований у Києві на Байковому кладовищі.